# Ryan Mitchell
Ryan Scott Mitchell (* 24. April 1977 in Port Augusta, South Australia) ist ein ehemaliger australischer Schwimmer. Er gewann bei Olympischen Spielen eine Silbermedaille. Bei Weltmeisterschaften auf der 25-Meter-Bahn erhielt er drei Silbermedaillen. Eine weitere Silbermedaille erschwamm er bei Commonwealth Games.

## Leben
Der 1,85 Meter große Ryan Mitchell schwamm für den Schwimmverein seiner Geburtsstadt, wobei er am South Australian Sports Institute trainierte.
1994 schlug Mitchell über 200 Meter Brust bei den Commonwealth Games 1994 als Vierter an. Bei den Kurzbahnweltmeisterschaften 1995 wurde Mitchell über 200 Meter Brust Zweiter hinter dem Chinesen Wang Yiwu. Eine zweite Silbermedaille erhielt Mitchell für seinen Vorlaufeinsatz in der 4-mal-100-Meter-Lagenstaffel. 1996 bei den Olympischen Spielen in Atlanta wurde Mitchell über 200 Meter Brust Dritter des B-Finales und damit Elfter der Gesamtwertung. 1998 bei den Weltmeisterschaften in Perth erreichte Mitchell als Vorlaufschnellster das Finale über 200 Meter Brust. Mit seiner Vorlaufzeit hätte Mitchell auch den Endlauf gewonnen. Er war aber eine Sekunde langsamer als im Vorlauf und belegte den fünften Platz, sein Landsmann Simon Cowley wurde Vierter. Bei den Commonwealth Games 1998 in Kuala Lumpur gewann Simon Cowley den Wettbewerb über 200 Meter Brust, 0,07 Sekunden dahinter schlug Mitchell als Zweiter an. Über 100 Meter Brust lag Mitchell als Vierter zwei Zehntelsekunden hinter dem Drittplatzierten zurück.
Im April 1999 bei den Kurzbahnweltmeisterschaften in Hongkong gab es über 200 Meter Brust einen Doppelsieg für Australien. Philip Rogers siegte mit einer Hundertstelsekunde Vorsprung vor Mitchell. Ein Jahr später bei den Olympischen Spielen 2000 in Sydney belegte Mitchell den achten Platz über 200 Meter Brust. Die 4-mal-100-Meter-Lagenstaffel schwamm in der Besetzung Josh Watson, Ryan Mitchell, Adam Pine und Ian Thorpe die viertschnellste Vorlaufzeit. Im Finale waren Matt Welsh, Regan Harrison, Geoff Huegill und Michael Klim vier Sekunden schneller als die Vorlaufstaffel und belegten den zweiten Platz hinter dem Quartett aus den Vereinigten Staaten. Alle acht beteiligten australischen Schwimmer erhielten eine Silbermedaille.
Seit Ende 2001 heißt das Schwimmzentrum von Port Augusta Ryan Mitchell Swim Centre.